# Roblinella agnewi
Roblinella agnewi är en snäckart som först beskrevs av Legrand 1871.  Roblinella agnewi ingår i släktet Roblinella och familjen Charopidae. IUCN kategoriserar arten globalt som sårbar. Inga underarter finns listade i Catalogue of Life.